# Участок №7
Уча́сток №7 (рос. Участок №7) — селище у складі Дмитровського міського округу Московської області, Росія.

## Населення
Населення — 13 осіб (2010; 18 у 2002).
Національний склад (станом на 2002 рік):
- росіяни — 100 %